# 안동 갈현리 영모정
영모정(永慕亭)은 경상북도 안동시 녹전면 갈현리에 있다. 2010년 3월 12일 안동시의 문화유산 제63호로 지정되었다.